# Eva Vítečková
Eva Vítečková (* 26. ledna 1982 Žďár nad Sázavou) je bývalá česká basketbalistka, mistryně Evropy z roku 2005 a vicemistryně světa z roku 2010. Od roku 1999 hrála za klub BK Gambrinus JME Brno, se kterým získala 7 mistrovských titulů a v sezóně 2005/2006 i titul ze ženské Euroligy. V roce 2010 přestoupila do pražského klubu ZVVZ USK Praha, s nímž získala v sezónách 2010/2011 a 2011/2012 další 2 tituly mistryně republiky, a také v sezoně 2014/2015 svůj druhý titul v ženské Eurolize. Standardně působila na křídle, ale dokázala hrát i na postu pivota. Její předností byla střelba ze střední a větší vzdálenosti. Hrála s dresem č. 15. Celkem třikrát startovala s českou reprezentací na letních olympijských hrách (2004, 2008 a 2012). Sportovní kariéru ukončila v březnu 2015, kdy zároveň oznámila, že čeká dítě.
Během svého působení v Brně vystudovala obor Regenerace a výživa ve sportu na Fakultě sportovních studií Masarykovy univerzity.

## Úspěchy
- 1. místo Ženská basketbalová liga 2002, 2003, 2004, 2005, 2006, 2007, 2008, 2010, 2011, 2012
- 1. místo MSJ 2001
- 1. místo Euroliga 2006
- 1. místo Euroliga 2015
- 1. místo ME 2005
- 2. místo MS 2010, členka All-Stars týmu
- 2. místo ME 2003
- 2. místo Euroliga 2005
- 2. místo Euroliga 2008
- 4. místo ME 2011, členka All-Stars týmu
- 5. místo Letní olympijské hry 2004
- 5. místo ME 2007
- 7. místo MS 2006
- 7. místo Letní olympijské hry 2008
- 7. místo Letní olympijské hry 2012

## Ocenění
- 3. nejlepší basketbalistka Evropy 2005
- nejlepší basketbalistka ČR 2005
- 4. nejlepší basketbalistka Evropy 2010
- 2. nejlepší basketbalistka Evropy 2012